# Puls (BR)
Puls – niemiecka stacja radiowa należąca do Bayerischer Rundfunk (BR), bawarskiego publicznego nadawcy radiowo-telewizyjnego. Została uruchomiona w maju 2013 jako czwarta inkarnacja cyfrowej stacji BR adresowanej do młodzieży. Wcześniejszymi próbami zagospodarowania tego segmentu publiczności przez BR były Das Modul (2003-2007), Bavarian Open Radio (2008-2008) oraz on3-radio (2008-2013).
Stacja dostępna jest w cyfrowym przekazie naziemnym, w Internecie oraz w niekodowanym przekazie z satelity Astra 1M. Dodatkowo redakcja Pulsu przygotowuje magazyn telewizyjny, emitowany w nocy z piątku na sobotę na antenie należącej do BR stacji Bayerisches Fernsehen. 